# Aldo Nova (album)
Albums de Aldo Nova
Subject...Aldo Nova
(1983)

## Pistes
| No  | Titre                 | Durée |
| --- | --------------------- | ----- |
| 1.  | Fantasy               | 5:05  |
| 2.  | Hot Love              | 3:54  |
| 3.  | It's Too Late         | 3:23  |
| 4.  | Ball and Chains       | 4:01  |
| 5.  | Heart to Heart        | 3:42  |
| 6.  | Foolin' Yourself      | 3:35  |
| 7.  | Under the Gun         | 3:47  |
| 8.  | You're My Love        | 3:33  |
| 9.  | Can't Stop Lovin' you | 3:57  |
| 10. | See the Light         | 3:56  |

Les versions rééditées de cet album présentent un démo de "Foolin' Yourself" comme une chanson bonus.